# Miguel Delibes

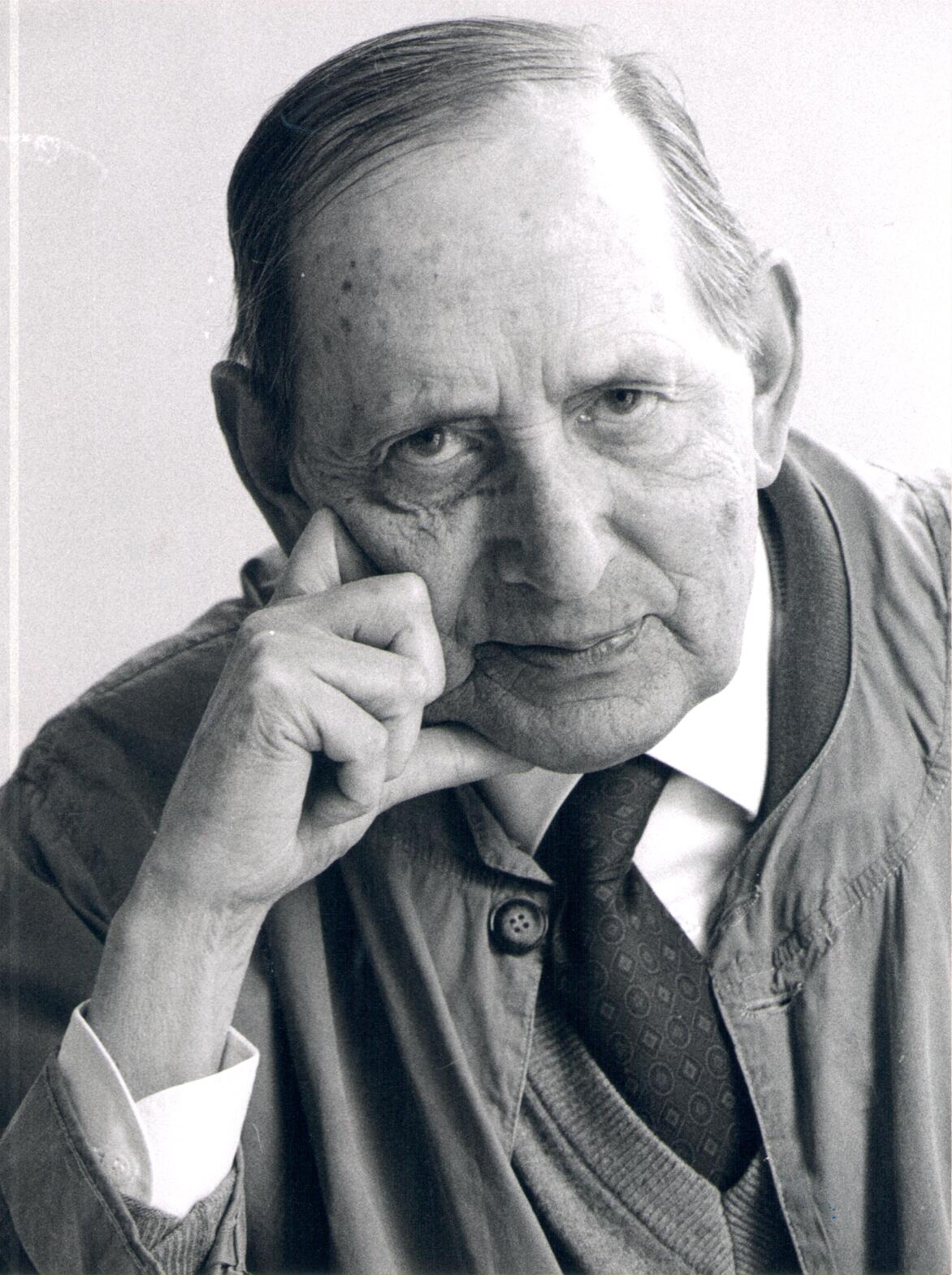
Miguel Delibes, 1998

Miguel Delibes Setién (Valladolid, 17 oktober 1920 - aldaar, 12 maart 2010) was een Spaanse romanschrijver.

## Leven en werk
Delibes werd geboren als derde kind in een gezin met zeven zussen. In de vaderlijke lijn was hij verwant met de Franse componist Léo Delibes. Na studies rechten en economie werkte hij enige tijd in het onderwijs en als journalist. In 1947 debuteerde hij als schrijver met de moralistisch-realistische roman La sombra del ciprés es alargada (De schaduw van de cipres is langgerekt), waarvoor hij de Nadalprijs kreeg. Met het opvolgende El camino (1950) stapt hij over naar een poëtisch existentialisme, dat ook de meeste van zijn latere werken kenmerkt. Veel van zijn boeken weerspiegelen zijn grote liefde voor de natuur, zijn zoektocht naar de authenticiteit van het Castiliaanse plattelandsleven en zijn afkeer van geweld. Samen met onder anderen Camilo José Cela en Miguel Hernández wordt hij gerekend tot de Generatie van 36, een groep schrijvers die gevormd werd door de Spaanse Burgeroorlog.
Bekende, ook in het Nederlands vertaalde werken van Delibes zijn: Cinco horas con Mario (Vijf uren met Mario, 1966: een monologue intérieur van een hypocriete vrouw), de fabel Parábola del náufrago (De parabel van de schipbreukeling, 1978: over het misbruik van de macht) en zijn late roman El hereje (De ketter, 1998, een historische roman over het Spanje in de zestiende eeuw). Veel van zijn boeken behoren tot de standaard Spaanse schoollectuur. Diverse van zijn werken werden ook verfilmd of bewerkt voor toneel.
In 1973 werd Delibes lid van de Real Academia Española, in 1985 ontving hij de Orde van Kunsten en Letteren, in 1991 de Premio Nacional de las Letras Españolas en in 1993 de Cervantesprijs. Nadat in 1998 kanker bij hem was gediagnosticeerd trok hij zich terug uit het openbare leven. Hij overleed in 2010 op 89-jarige leeftijd.

## Werken
- La sombra del ciprés es alargada (1947). Premio Nadal
- El camino (1950). Nederlands: El camino
- Mi idolatrado hijo Sisí (1953)
- El loco (1953)
- Diario de un cazador (1955). Premio Nacional de Literatura
- Diario de un emigrante (1958)
- La hoja roja (1959)
- Las ratas (1962). Premio de la Crítica
- Europa: parada y fonda (1963)
- Viejas historias de Castilla la Vieja (1964)
- Cinco horas con Mario (1966), Nederlands: Vijf uren met Mario
- Usa y yo (1966)
- El libro de la caza menor (1966)
- Aún es de día (1968)
- Por esos mundos (1970)
- Mi mundo y el mundo (1970)
- La primavera de Praga (1970)
- Castilla en mi obra (1972)
- El príncipe destronado (1973)
- Vivir al día (1975)
- Con la escopeta al hombro (1975)
- Un año de mi vida (1975)
- La caza de la perdiz roja (1975)
- S.O.S. (1976)
- Alegrías de la Caza (1977)
- Parábola del náufrago (1978). Nederlands: De parabel van een schipbreukeling
- El disputado voto del señor Cayo (1978)
- Las guerras de nuestros antepasados (1978)
- Aventuras, venturas y desventuras de un cazador a rabo (1978)
- Un mundo que agoniza (1979)
- Las perdices del domingo (1981)
- Los santos inocentes (1981). Nederlands: De heilige dwazen
- El otro fútbol (1982)
- Dos viajes en automóvil (1982)
- Cartas de amor de un sexagenario voluptuoso (1983)
- La partida (1984)
- La censura en los años cuarenta (1984)
- El tesoro (1985)
- Tres pájaros de cuenta (1987)
- La mortaja (1987)
- Mis amigas las truchas (1987)
- 377A, Madera de héroe (1988)
- Mi querida bicicleta (1988)
- Dos días de caza (1988)
- Castilla, lo castellano y los castellanos (1988)
- Mi vida al aire libre (1990)
- Pegar la hebra (1991)
- El conejo (1991)
- La vida sobre ruedas (1992)
- El último coto (1992)
- Siestas con viento sur (1993)
- Señora de rojo sobre fondo gris (1993)
- Un deporte de caballeros (1993)
- La caza en España (1993)
- 25 años de escopeta y pluma (1995)
- Los niños (1995)
- Diario de un jubilado (1996)
- He dicho (1997)
- El hereje (1998). Nederlands: De ketter, Premio Nacional de Literatura
- Los estragos del tiempo (1999)
- Castilla habla (2000)
- Castilla como problema (2001)
- La tierra herida (2005)